# 亚洲公路19号线
亚洲公路19号线（英語：Asian Highway 19），编号为，是亚洲公路网系统位于东南亚泰国境内的一条公路，长约459千米。从呵叻出发，终点位于曼谷。线路将相连接。

## 线路

### 泰国
- 呵叻 - 甲民武里（Kabin Buri） - 林查班 - 春武里 - 曼谷

## 资料来源
- 亚洲公路网政府间协定（页面存档备份，存于）